# Neurolingüística

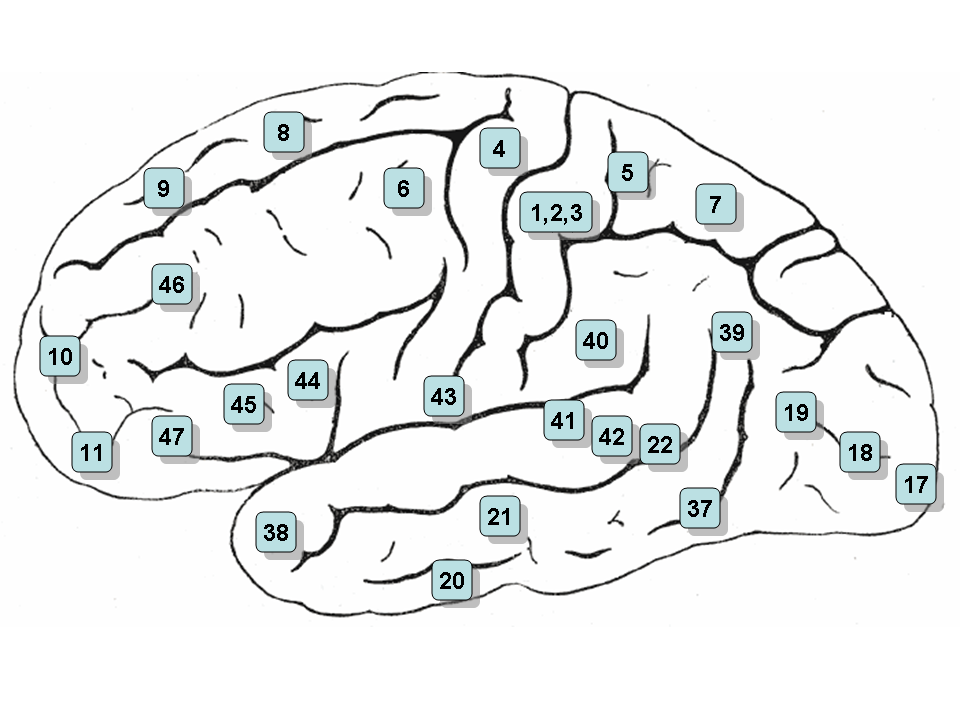
Áreas de Brodmann numeradas

La neurolingüística estudia los mecanismos del cerebro humano que facilitan el conocimiento, la comprensión y la adquisición del lenguaje, ya sea hablado, escrito o con signos establecidos a partir de su experiencia o de su propia programación. Debido a su naturaleza interdisciplinar, la neurolingüística establece su metodología y su teoría a partir de campos como la neurociencia, la lingüística, las ciencias cognitivas, la neurobiología, la neuropsicología y la ciencia computacional. Mucho trabajo en neurolingüística se basa en modelos psicolingüísticos y lingüística teórica y se centra en investigar cómo el cerebro puede implementar los procesos que la lingüística y la psicolingüística propone como necesarios a la hora de producir y comprender el lenguaje. 
La neurolingüística estudia los mecanismos fisiológicos por los que el cerebro procesa la información relacionada con el lenguaje y evalúa teorías lingüísticas y psicolingüísticas, usando la afasiología, la imagen cerebral, la electrofisiología y los modelos computacionales.

## Historia

Áreas de Broca y Wernicke

Las raíces de la neurolingüística se encuentra en el desarrollo de la afasiología en el siglo XIX, el estudio de los déficits lingüísticos (afasias) que ocurren como resultado de un daño cerebral. La afasiología intenta relacionar la estructura a la función mediante el análisis del efecto de las heridas cerebrales en el procesamiento del lenguaje.  Uno de los primeros en descubrir la conexión entre un área particular del cerebro y el procesamiento del lenguaje fue Paul Broca, un cirujano francés que llevó a cabo autopsias de personas que tenían deficiencias a la hora de hablar y encontró que la mayoría de ellos tenía daños cerebrales (o lesiones) en el lóbulo frontal izquierdo, en un área conocida como área de Broca.
Los frenólogos aseguraron a principios del siglo XIX que las diferentes regiones del cerebro llevaban a cabo diferentes funciones y que el lenguaje se controlaba principalmente por las regiones frontales del cerebro, pero la investigación de Broca fue posiblemente la primera en ofrecer evidencias empíricas para ese tipo de relaciones y ha sido descrita como "que hace época" y como "crucial" para los campos de la neurolingüística y de las ciencias cognitivas.
Más tarde, Carl Wernicke propuso que las diferentes áreas del cerebro estaban especializadas en diferentes tareas lingüísticas, con el área de Broca manejando la producción del habla y el área de Wernicke manejando la comprensión auditiva. El trabajo de Broca y de Wernicke estableció el campo de la afasiología y la idea de que el lenguaje se puede estudiar a través del examen de las características físicas del cerebro. La afasiología se benefició a principios del siglo XX del trabajo de Korbinian Brodmann que "cartografió" la superficie del cerebro, dividiéndolo en áreas numeradas basadas en cada una de las áreas de la estructura celular y sus funciones; estas áreas, conocidas como áreas de Brodmann, son ampliamente utilizadas en la neurociencia de hoy en día.
La acuñación del término "neurolingüística" se atribuye a Harry Whitaker, que fundó en Journal of Neurolinguistics en 1985.
Aunque la afasiología es el corazón histórico de la neurolingüística, en estos últimos años este campo se ha ampliado considerablemente, gracias en parte a la aparición de nuevas tecnologías de imagen cerebral (como PET y fMRI) y técnicas electrofisiológicas urgentes (EEG and MEG), las cuales pueden resaltar patrones de activación cerebral mientras las personas se encuentran envueltas en varias tareas; las técnicas electrofisiológicas, en particular, surgieron como método viable de estudio del lenguaje en 1980 con el descubrimiento del N400, una respuesta cerebral con asuntos semánticos en la comprensión del lenguaje. El N400 fue la primera respuesta relevante del lenguaje en ser identificadas y desde su descubrimiento el EEG y el MEG se han convertido en herramientas cruciales para conducir las investigaciones del lenguaje.

## Afasiología
Aunque la afasiología es la base histórica de la neurolingüística, durante los últimos años este campo se ha desarrollado considerablemente y nuevas tecnologías se han ido incorporando a la disciplina. El lenguaje es un tema de interés central para la neurociencia cognitiva, y las modernas técnicas de imagen cerebral han contribuido considerablemente a un mayor entendimiento de la organización anatómica de las funciones del lenguaje. Tales técnicas incluyen PET y FMRI, que aportan imágenes de alta resolución espacial del uso de la energía en varias regiones del cerebro durante la realización de tareas de procesamiento del lenguaje. Los resultados de estas técnicas no han contradicho los resultados existentes de la afasiología. Sin embargo, estas técnicas no posibilitan la alta resolución temporal de tareas cerebrales tales como la comprensión o producción de las oraciones. Al ser la resolución temporal de extrema importancia en estas cuestiones, los estudiosos también emplean las técnicas electrofisiológicas EEG (Electroencefalografía) y EMG (Electromiografía). Ellas proveen una resolución al nivel de los milisegundos, aunque la naturaleza del mecanismo cerebral que genera las señales eléctricas en el cuero cabelludo todavía no es conocido, dificultando su interpretación. Como resultado, EEG y EMG se usan principalmente para probar teorías cognitivo/computacionales de la arquitectura del lenguaje, sin tener en cuenta la precisa implementación neurobiológica. Por ejemplo, alguien podría sospechar que de tres categorías distintas de palabras con las que puede terminar una oración, en realidad, dos se representan mediante el mismo mecanismo, pero la tercera lo hace de manera distinta. Advirtiendo que estas dos categorías muestran una respuesta electrofisiológica idéntica que difiere de la tercera apoyaría tal hipótesis.
La disciplina de la psicolingüística está estrechamente relacionada con la neurolingüística, la psicolingüística trata de aclarar los mecanismos cognitivos del lenguaje mediante las técnicas tradicionales de la psicología experimental, incluyendo análisis de indicadores tales como el «tiempo de reacción», «movimiento ocular»,etc.
Otra metodología significativa en la neurociencia cognitiva del lenguaje es el modelo computacional que puede demostrar la inconsistencia de las hipótesis específicas a cerca de la organización neuronal del lenguaje, mientras promueve nuevas predicciones para futuros estudios empíricos. Actualmente, diseñadores (modelers) computacionales colaboran más activamente con diseñadores (imagers) cerebrales coordinados también con psicólogos en programas interdisciplinares de estudio. Estos programas han producido nuevas y significativas aproximaciones en el estudio de la naturaleza del lenguaje, así como en disfunciones en el lenguaje que afectan a millones de personas, tales como el tartamudeo y la dislexia.

## Aportes de la neurolingüística
El estudio de las lesiones cerebrales está directamente relacionado con el estudio de los componentes cerebrales. Esta disciplina plantea que el hecho de que una lesión especial en un área específica del cerebro afecte determinadas capacidades lingüísticas es evidencia directa de la organización modular del lenguaje en el cerebro, de acuerdo con la cual, diferentes capacidades son llevadas a cabo en áreas especializadas y focalizadas del cerebro.
El primero en hacer esta división del cerebro fue Franz Joseph Gall, pionero en la frenología. Si bien este modelo fue descartado por la falta de exactitud, abrió las puertas al estudio del cerebro organizado modularmente.

## Tecnología usada
La tecnología utilizada para los experimentos en neurolingüística es muy importante. Las técnicas de visualización cerebral han contribuido a la comprensión de la anatomía del cerebro y de sus funciones lingüísticas. Los métodos de visualización de imágenes cerebrales utilizados en neurolingüística se pueden clasificar en métodos hemodinámicos, métodos electrofisiológicos, y los métodos que estimulan la corteza directamente.

### Métodos hemodinámicos
Las técnicas hemodinámicas tienen la ventaja de centrarse en un área del cerebro determinada, la sangre se encarga de suministrar oxígeno a esa zona determinada (lo que se conoce como nivel de oxígeno en sangre). Estas técnicas son PET (Tomografía de emisión de positrones) y fMRI (Imagen por resonancia magnética funcional) y proporcionan una alta resolución espacial que permite al investigador determinar la ubicación de la actividad cerebral; la resolución temporal (o información sobre la sincronización de la actividad cerebral) pero, por otra parte, son escasas en la respuesta de la señal BOLD (contraste dependiente del nivel de oxígeno en la sangre) ya que ocurre mucho más lento el procesamiento del lenguaje. Además de mostrar qué partes del cerebro realizan qué tareas o cálculos específicos del lenguaje, los métodos hemodinámicos se han utilizado también para demostrar cómo se estructura la arquitectura del lenguaje en el cerebro y el cambio de distribución de la activación relacionada con el lenguaje con el paso del tiempo en función de la exposición lingüística. 

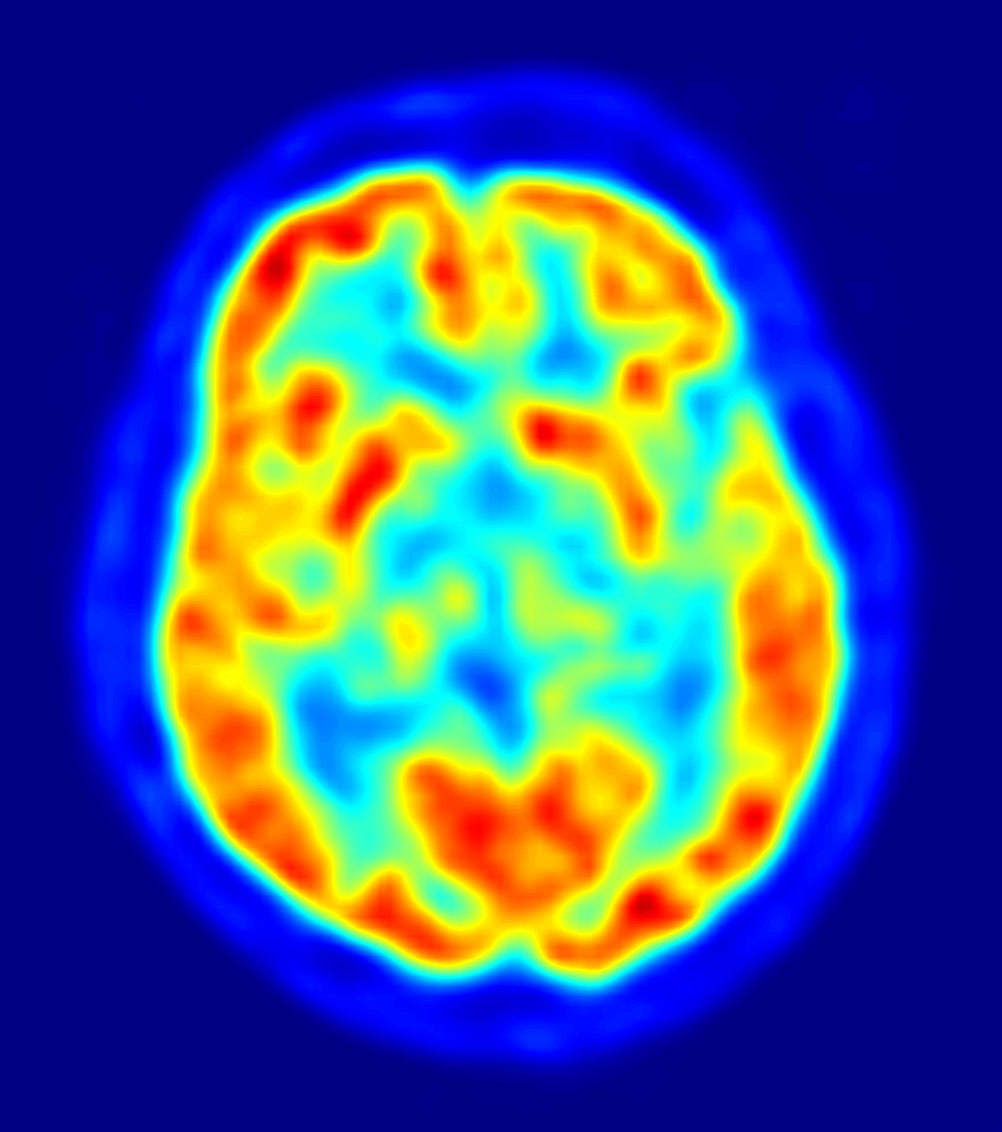
Imagen del cerebro con PET

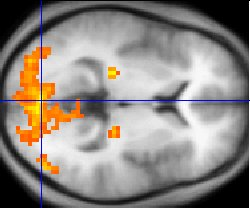
Imagen del cerebro con fMRI

Además de PET y fMRI, que muestran qué áreas del cerebro se activan con determinadas tareas, los investigadores también utilizan imágenes de tensor de difusión (DTI), que muestra las vías nerviosas que conectan diferentes áreas del cerebro, proporcionando así,  una idea de las diferentes áreas que interactúan. La espectroscopia de infrarrojo cercano (fNIRS) es otro método hemodinámico utilizado en tareas de lenguaje.

### Métodos electrofisiológicos

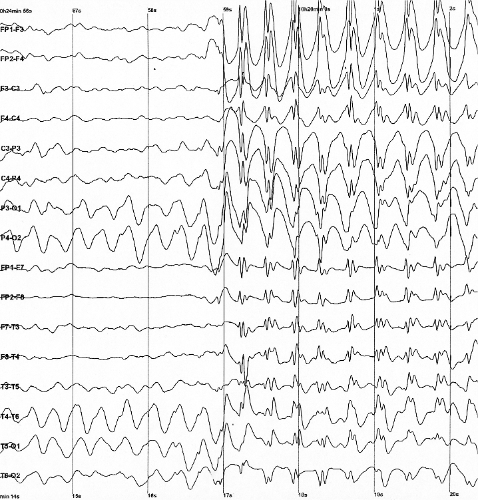
Ondas cerebrales recogidas con EEG (Electroencefalografía)

Las técnicas electrofisiológicas se aprovechan del hecho de que cuando un grupo de neuronas se activan, crean un dipolo eléctrico o corriente. La técnica utilizada es EEG (Electroencefalografía) y consiste en, a través de unos sensores colocados en el cuero cabelludo, transmitir una corriente eléctrica y medir los campos magnéticos que generan estas corrientes con MEG (Magnetoencefalografía).  Además de estos métodos no invasivos, la electrocorticografía se ha utilizado para estudiar el procesamiento del lenguaje. Estas técnicas son capaces de medir la actividad cerebral de un milisegundo, ayudando al estudio de los procesos como la comprensión del lenguaje o su producción. Por otra parte, es difícil identificar mediante EEG la ubicación de la actividad cerebral, por ello, esta técnica se utiliza principalmente para ver cómo se llevan a cabo los procesos del lenguaje. Las investigaciones mediante EEG y MEG generalmente se centran en los potenciales evocados (ERPs), que son las diferentes respuestas del cerebro a un estímulo particular. Los estudios que utilizan ERP pueden centrar en la latencia de cada ERP (cuánto tiempo transcurre desde el estímulo del ERP), amplitud o topografía. Algunos componentes importantes de los potenciales evocados (ERPs) incluyen el N400, el potencial de disparidad, los principios de negatividad anterior izquierda, el P600 y el potencial de preparación lateralizado.

## Neurolingüística como disciplina
La disciplina de la psicolingüística está estrechamente relacionada con la neurolingüística, la psicolingüística estudia los procesos que subyacen al lenguaje, mediante las técnicas tradicionales de la psicología experimental, incluyendo análisis de indicadores tales como el «tiempo de reacción», «movimiento ocular»,etc. Hoy en día hay mucha colaboración entre las teorías psicolingüísticas y neurolingüísticas.
Gran parte del trabajo en la neurolingüística implica estudiar y evaluar las teorías presentadas por los psicolingüistas y lingüistas teóricos. En general, los lingüistas teóricos proponen modelos para explicar la estructura del lenguaje y cómo la información de este es organizada, los psicolingüistas proponen modelos y algoritmos para explicar cómo se procesa la información del lenguaje en la mente y los neurolingüistas, por otra parte, analizan la actividad cerebral para inferir cómo las estructuras biológicas llevan a cabo esos algoritmos de procesamiento psicolingüístico. 
Por ejemplo, en la neurociencia cognitiva del lenguaje otra metodología significativa es el modelo computacional que puede demostrar la inconsistencia de las hipótesis específicas a cerca de la organización neuronal del lenguaje, mientras promueve nuevas predicciones para futuros estudios empíricos. Actualmente, diseñadores (modelers) computacionales colaboran más activamente con diseñadores (imagers) cerebrales coordinados también con psicólogos en programas interdisciplinares de estudio. Estos programas han producido nuevas y significativas aproximaciones en el estudio de la naturaleza del lenguaje, así como en disfunciones en el lenguaje que afectan a millones de personas, tales como el tartamudeo y la dislexia. 
La investigación neurolingüística se lleva a cabo en todas las principales áreas de la lingüística. A continuación se indica cómo dicha investigación se dirige a las subdisciplinas más importantes de esta:
- Fonética: cómo el cerebro selecciona a nivel muscular la articulación de los sonidos de la cadena hablada.
- Fonología: cómo se representa el sistema fonológico de una lengua en el cerebro.
- Morfología y Sintaxis: Cómo el cerebro selecciona esos fonemas que determinan palabras y las combina para formar oraciones.
- lexicología y semántica: cómo el cerebro almacena y accede a las palabras que una persona conoce y puede estructurar para elaborar la comprensión.

La neurolingüística relaciona y estudia los procesos que subyacen al lenguaje, con el cerebro y la conducta. Investiga también varios temas, entre ellos, dónde se procesa la información del lenguaje, cómo se desarrolla con el tiempo el procesamiento del lenguaje, cómo puede contribuir la neurofisiología a la patología del habla y el lenguaje, y cómo las estructuras cerebrales están relacionadas con la adquisición del lenguaje y el aprendizaje.
Respecto a la última cuestión se ha establecido que en la adquisición de la lengua materna los niños de todos los entornos lingüísticos pasan por etapas similares (como el balbuceo). Algunas investigaciones neurolingüísticas van dirigidas a encontrar correlaciones entre las etapas del desarrollo del lenguaje y las etapas del desarrollo del cerebro,  mientras que otras estudian los cambios físicos que el cerebro experimenta durante la adquisición de un segundo idioma en adultos.